# الصراع العربي الإسرائيلي في الخليل

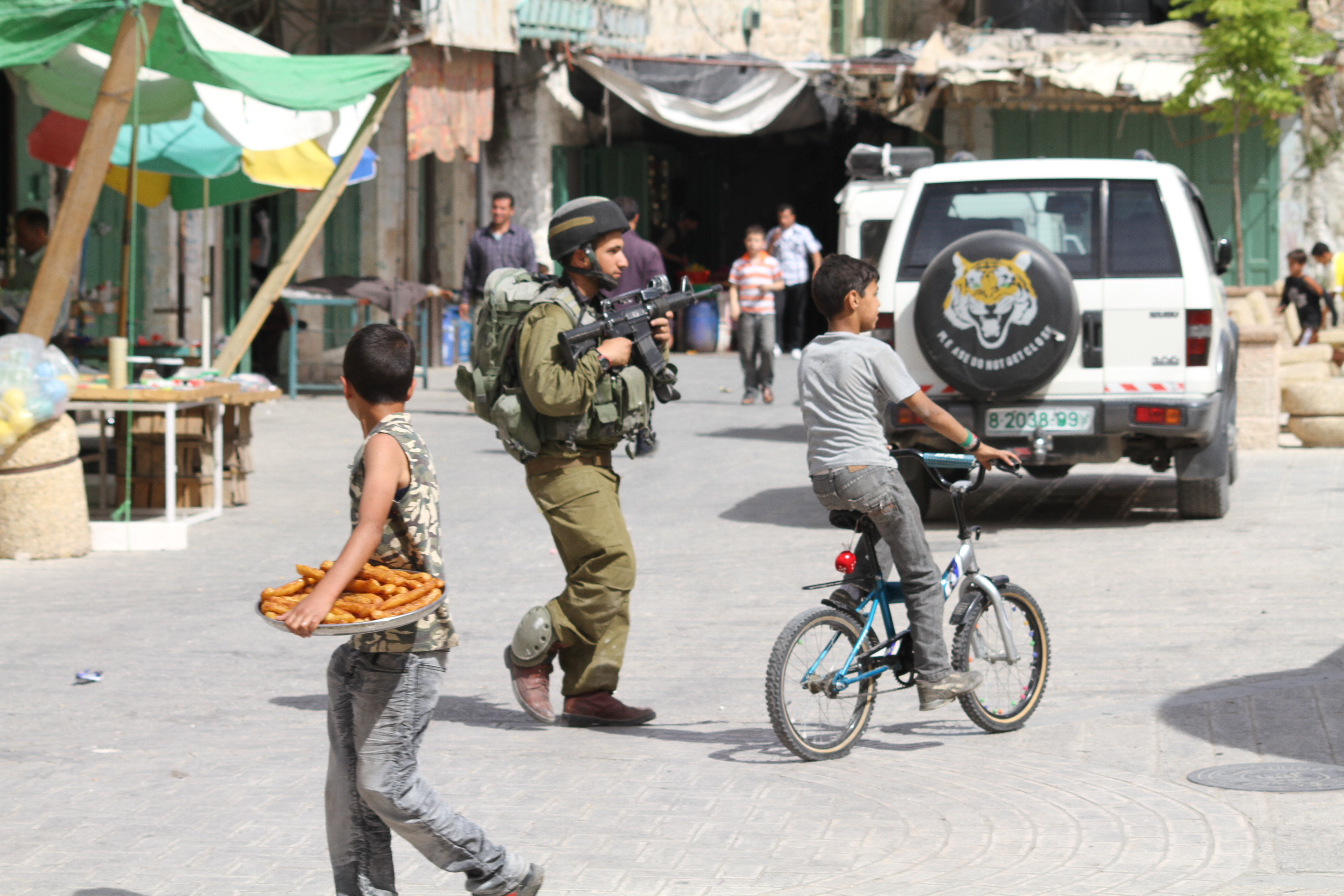
جندي إسرائيلي في وسط البلدة الأحياء السكنية بالمدينة

الصراع الإسرائيلي الفلسطيني في الخليل هو صراع مستمر بين الفلسطينيين والمستوطنين اليهود في مدينة الخليل بالضفة الغربية في سياق الصراع الإسرائيلي الفلسطيني، تتمتع مدينة الخليل بأغلبية عربية فلسطينية تقدر بنحو 208,750 مواطنًا (2015)،  وأقلية يهودية صغيرة تعيش في المدينة القديمة يتراوح عددها بين 500 و800.
يُحكم القطاع H1 في الخليل الذي يقطنه نحو 170 ألف فلسطيني من السلطة الفلسطينية،  بينما يخضع القطاع H2 الذي يسكنه نحو 30 ألف فلسطيني،  للسيطرة العسكرية الإسرائيلية، ويتمركز فيه لواء عسكري كامل لحماية نحو 800 مستوطن يهودي يعيشون في الحي اليهودي القديم. وفي عام 2015 أعلنت إسرائيل أن عددًا من المناطق الخاصة في البلدة القديمة في الخليل تشكل منطقة عسكرية مغلقة. وقد أجبرت متاجر الفلسطينيين على الإغلاق، ورغم الاحتجاجات، يفتش رجال على النساء الفلسطينيات، ويتعرض السكان يوميًا لتفتيشات جسدية متكررة، ويتعين عليهم التسجيل للحصول على تصاريح خاصة للتنقل عبر 18 حاجزًا عسكريًا أنشأتها إسرائيل في وسط المدينة.

## التاريخ
يصف الكتاب المقدس العبري مدينة الخليل بأنها موطن الآباء إبراهيم ويعقوب ومثوى الآباء الأخير، كما أنها تعتبر أول عاصمة الملك داود.
في منتصف القرن التاسع عشر، كانت الخليل بلدة صغيرة بعدد سكان يقارب 10,000 نسمة، وكانت غالبيتهم من المسلمين. في ديسمبر 1917، أصبحت الخليل ضمن الانتداب البريطاني على فلسطين بعد الحرب العالمية الأولى بموجب قرار صادقت عليه عصبة الأمم، في فترة العشرينات من القرن الماضي، شهدت المنطقة زيادة في الصهيونية وتطوراً في الوعي القومي العربي، مما أدى إلى زيادة حدة التوتر بين العرب واليهود. وقد ادعت الأيديولوجيتان المتضاربتان مطالب سياسية وإقليمية متنازع عليها في نفس المنطقة، وهذا الصراع أدى إلى حدوث انفجار في الخليل تسبب في مذبحة عام 1929. وبعد اندلاع الثورة العربية في فلسطين 1936-1939 قررت الحكومة البريطانية إخراج جميع اليهود من الخليل "لمنع وقوع مذبحة أخرى".
أفضت أحداث حرب 1948 إلى الإعلان عن إدارة الضفة الغربية من قبل السلطات الأردنية. وفي 24 أبريل 1950 أعلن الأردن رسمياً ضم الضفة الغربية، بما فيها مدينة الخليل. ومع ذلك، أعتبر العديد من الدول والجامعة العربية وآخرين هذا الضم غير شرعي وباطلاً، ولم يعترف به إلا ثلاث دول هي العراق وباكستان وبريطانيا.

### النكسة والاستيطان

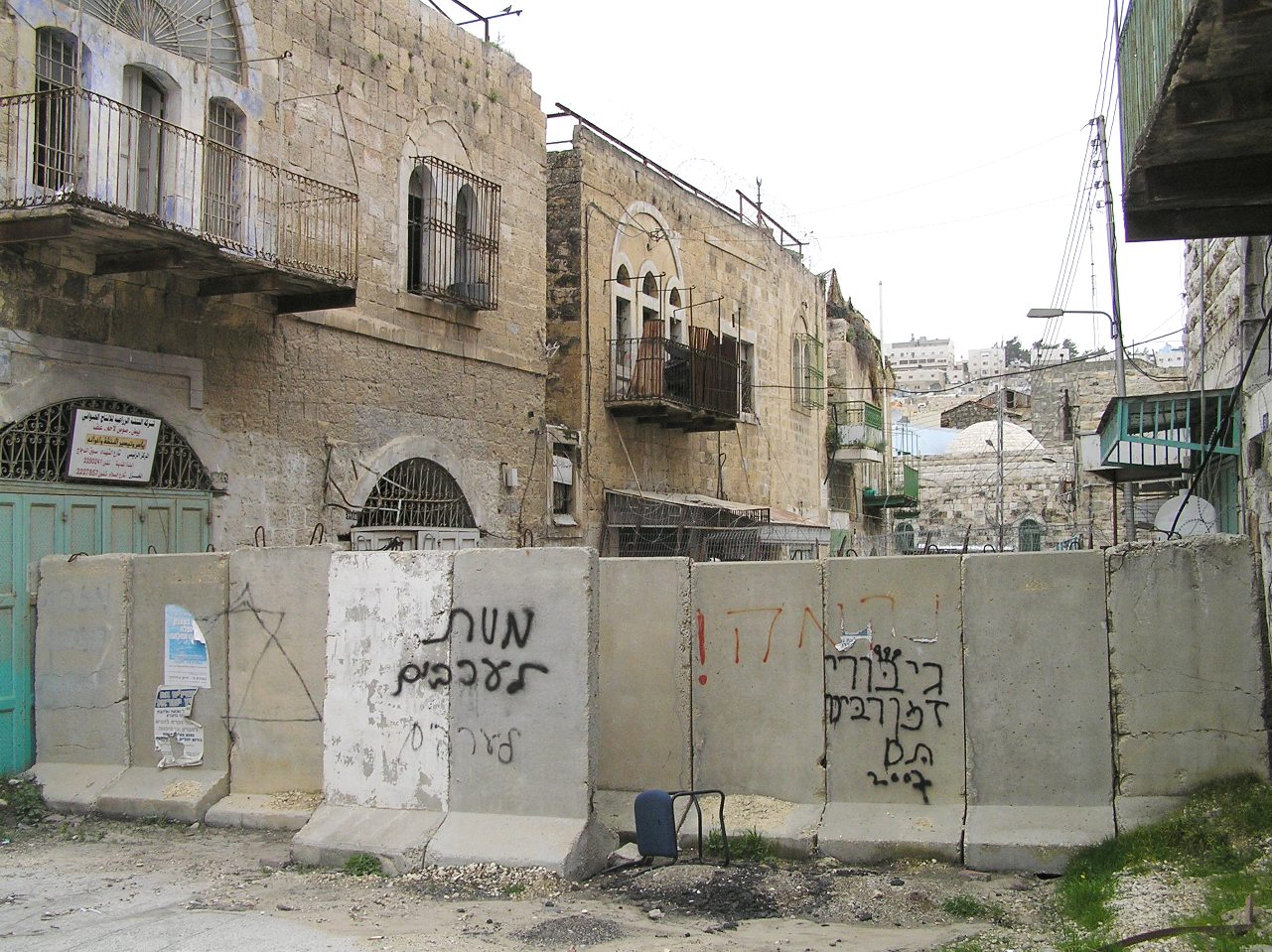
الفصل العنصري في المدينة بعد الاحتلال.

تحتل إسرائيل الضفة الغربية ومدينة الخليل منذ حرب عام 1967،  ومع ذلك، فقد بقي الوضع القانوني للضفة الغربية بما في ذلك مدينة الخليل كجزء من الحدود الأردنية الهاشمية حتى قرار فك الارتباط الذي اتخذته المملكة الأردنية في عام 1988. حيث تم إعلان استقلال فلسطين وتخلى الأردن عن مطالبته بالضفة الغربية، وتم تعيين منظمة التحرير الفلسطينية «ممثل شرعي وحيد للشعب الفلسطيني» بموجب قرار من الجامعة العربية.
بعد احتلال الخليل في 5 يونيو 1967، أصبحت المدينة مركزًا لمنطقة الخليل التي يديرها حاكم عسكري إسرائيلي مباشرة. ومنذ ذلك الحين، بدأ المستوطنون اليهود في استيطان المنطقة المحيطة بالمدينة وداخلها. وتوجد خمسة مستوطنات يهودية داخل المدينة وهي مستوطنة تل الرميدة، والدبويا، ومدرسة أسامة بن المنقذ وسوق الخضار والاستراحة السياحية بالقرب من المسجد الإبراهيمي الشريف،  بالإضافة إلى التجمع الاستيطاني اليهودي على حدود المدينة الشرقية، مثل كريات أربعة وخارسينا، هذه المستوطنات والتجمعات الاستيطانية تظل موضع جدل ونزاع دولي بسبب طبيعتها غير القانونية وتأثيرها على الصراع الإسرائيلي الفلسطيني.
تُعتبر مدينة الخليل المدينة الفلسطينية الوحيدة التي تضم مستوطنة يهودية في قلبها، وتبعاً لهذا الوضع، اعتمدت إسرائيل سياسة رسمية تمييزية تجاه السكان الفلسطينيين في المدينة، بهدف توفير حرية حركة مستوطنين يهود محدودين في المدينة، ومع مرور السنين أصبح مركز المدينة كمدينة اشباح.

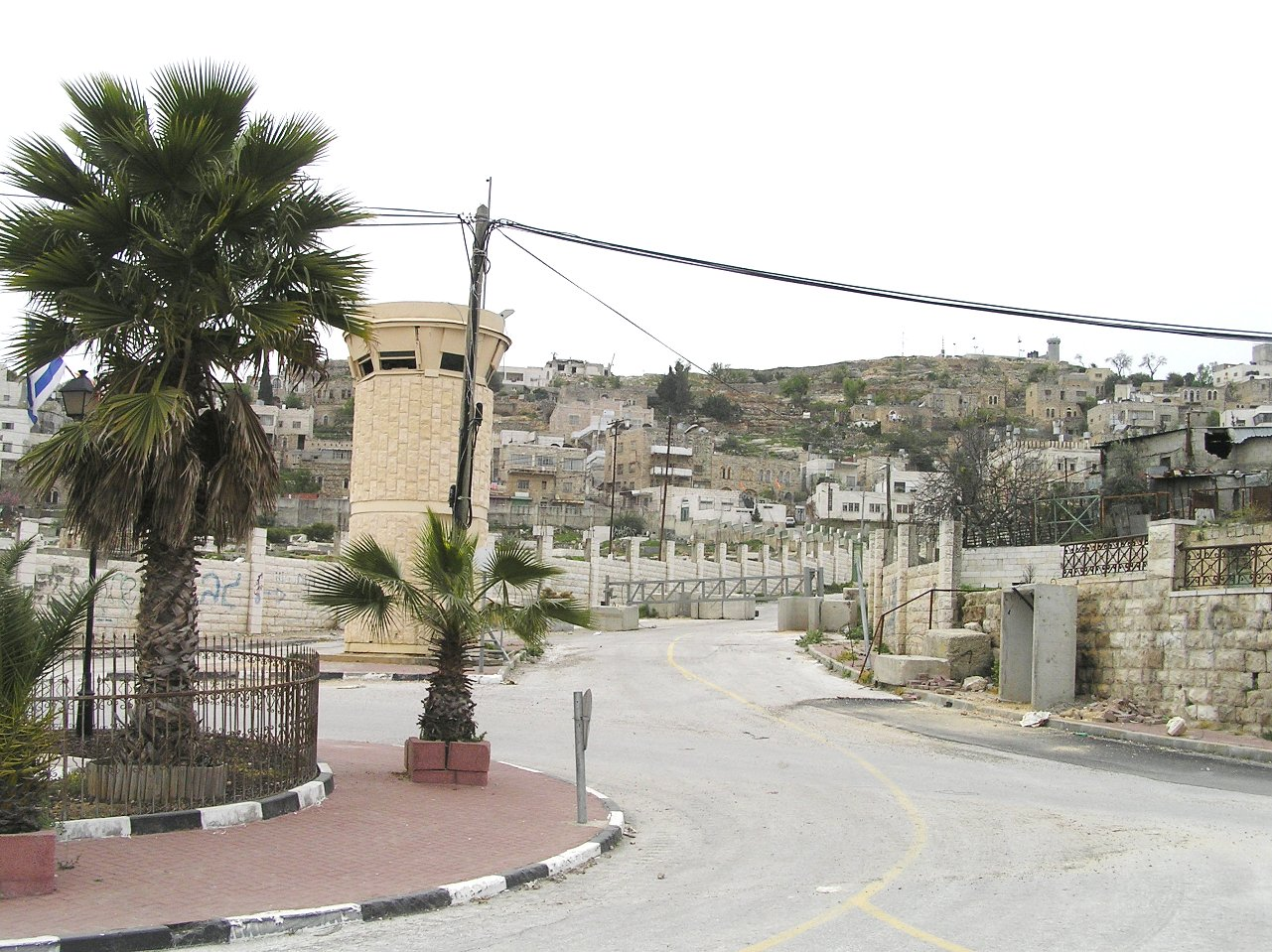
حاجز وبرج مراقبة لقوات الاحتلال الإسرائيلية في وسط الخليل.

تعتمد سياسة الفصل الإسرائيلية على عدة مكونات أهمها الحظر الشديد والواسع لحركة الفلسطينيين،  والامتناع المنهجي عن فرض القانون والنظام على المستوطنين العنيفين الذين يعتدون على الفلسطينيين. وتتعرض سكان المدينة الفلسطينيين لأذى مباشر يسببه القوات الإسرائيلية.

### اتفاق أوسلو وما بعده
في 25 فبراير 1994، فتح الطبيب الإسرائيلي باروخ جولدشتاين النار على المصلين المسلمين في المسجد الإبراهيمي، وأسفر ذلك عن مقتل 29 شخصًا، قبل أن يتمكن الناجون من التغلب عليه وقتله، وقُتل 24 فلسطينيًا آخرين على أيدي الشرطة الإسرائيلية في احتجاجات تلت المذبحة، وقتل 6 فلسطينيين آخرين في مظاهرة أمام مستشفى الخليل، وفي احتجاجات أخرى استمرت حتى الرابع من مارس قتل 18 فلسطيني وأصيب 37 آخرين. ومع أن الشرطة الاسرائيلية قتلت أكثر ممن قتلهم باروخ فقد أدانت الحكومة الإسرائيلية قيام باروخ باطلاق النار على المصليين،  وحظرت حزب كاخ اليميني المتطرف.
تم إنشاء أول بعثة للوجود الدولي المؤقت في الخليل (TIPH) في 8 مايو 1994 كرد فعل من الأمم المتحدة على المذبحة، ومع ذلك، لم تتوصل السلطة الفلسطينية والحكومة الإسرائيلية إلى اتفاق بشأن تمديد الولاية، وبالتالي تم سحب المراقبين في 8 أغسطس 1994.
بعد عام، في 3 أبريل 1995، دعت بلدية الخليل، برئاسة عمدتها مصطفى النتشة، فرق حفظ السلام المسيحية للعمل كوجود يقلل من العنف. وهي تعارض جميع أشكال العنف (وقد أعلموا المستوطنين الإسرائيليين المحليين بأنهم "يقفون مع أي شخص كان على الجانب الآخر من سلاح النار")،  والآن يساعدون المجتمع الفلسطيني المحلي على التعامل مع العديد من القيود التي يتعرضون لها، بما في ذلك تحرش المستوطنين، هدم المنازل، الحظر الجزئي، ومصادرة الأراضي التي تفرضها السلطة القائمة على الاحتلال، والتي يطلق عليها فريق حفظ السلام المسيحي الذي يهدف إلى مراقبة التوترات ومرافقة سكان الخليل الفلسطينيين في جولاتهم اليومية اسم العقاب الجماعي.
أُعيد تأسيس بعثة التواجد الدولي المؤقت في الخليل (TIPH) في 14 مايو 1996 بهدف المساعدة في تطبيع الوضع والحفاظ على العازلية بين السكان الفلسطينيين العرب في المدينة والمستوطنين اليهود في المدينة القديمة أثناء عملية التسليم للسلطة الفلسطينية.
في فبراير 1997 تم توقيع اتفاقية مؤقتة حول الانتشار الجزئي للجيش الإسرائيلي في الخليل، وتم تقسيم المدينة إلى قسمين H1 وH2. أصبح قطاع H1 الذي يقطنه حوالي 120 ألف فلسطيني تحت سيطرة السلطة الفلسطينية، ومنطقة H2 والتي يسكنها حوالي 37000 فلسطيني (اعتبارا من 2014)،  بقيت تحت سيطرة الجيش الإسرائيلي من أجل حماية نحو 600 مستوطن يهودي يعيشون في الحي اليهودي القديم.
وفقًا لتقرير منظمة هيومن رايتس ووتش عام 2001، فإن المناطق الفلسطينية في الخليل تعرضت بشكل متكرر لإطلاق النار العشوائي من قبل الجيش الإسرائيلي، مما أدى إلى وقوع ضحايا مدنيين.
في أبريل 2002 سيطر الجيش الإسرائيلي على المدينة بأكملها، ووضعت أبراج مراقبة ثابتة في المنطقة H1.
خلال السنوات التي أعقبت اندلاع الانتفاضة الثانية، انخفض عدد السكان الفلسطينيين في H2 بشكل كبير، حيث أسفرت سياسة الفصل العنصري عن انهيار الاقتصاد في وسط مدينة الخليل وتهجير واسع للسكان الفلسطينيين. ويبلغ عدد الشقق السكنية التي نزح عنها الفلسطينيون في وسط مدينة الخليل ما لا يقل عن 1014 شقة، وتُشكل هذه الشقق 41.9% من إجمالي الشقق السكنية في المنطقة. كما أن 65% من الشقق التي تم إخلاؤها، وعددها 659، نزح عنها سكانها خلال الانتفاضة الثانية. وكشفت نتائج المسح أيضًا أن هناك 1829 محلاً تجاريًا فلسطينيًا في المنطقة المسح عليها أصبحت مهجورة اليوم، وتمثل هذه المحلات المغلقة نسبة 76.6% من إجمالي المحال التجارية في المنطقة. ومن بين المحلات التجارية المغلقة، فإن 62.4% منها، أي 1141 محلاً، تم إغلاقها خلال فترة الانتفاضة الثانية، وأن 440 محلاً تم إغلاقها بناءً على أوامر عسكرية.
في 8 فبراير 2006 غادرت بعثة التواجد الدولي المؤقت في الخليل مؤقتًا بعد هجمات على مقرها من قبل بعض الفلسطينيين الغاضبين من قضية الرسوم الكاريكاتورية التي نشرتها صحيفة جيلاندس بوستن المسيئة للنبي محمد، وعادت البعثة إلى الخليل بعد بضعة أشهر.
كانت مدينة الخليل نقطة توتر رئيسية، حيث اتهم الفلسطينيون وجماعات حقوق الإنسان الإسرائيلية المتطرفين اليهود المتدينين بمهاجمة السكان الفلسطينيين بلا عقاب. ووفقًا لمنظمة هيومن رايتس ووتش، صرح قائد الجيش في الخليل نعوم تيفون: "لن يكون هناك أي سوء فهم حول ذلك، أنا لست من الأمم المتحدة بل أنا من الجيش الإسرائيلي. لم أحضر إلى هنا لأبحث عن أشخاص للجلوس والشرب معهم، بل قبل كل شيء لضمان أمن المستوطنين اليهود".
وأدعى تيفون أن "السلطة الفلسطينية تشجع الأطفال على المشاركة في الاشتباكات مع الجيش الإسرائيلي من خلال تقديم 300 دولار لعائلاتهم لكل إصابة و2000 دولار لكل شخص يقتل".

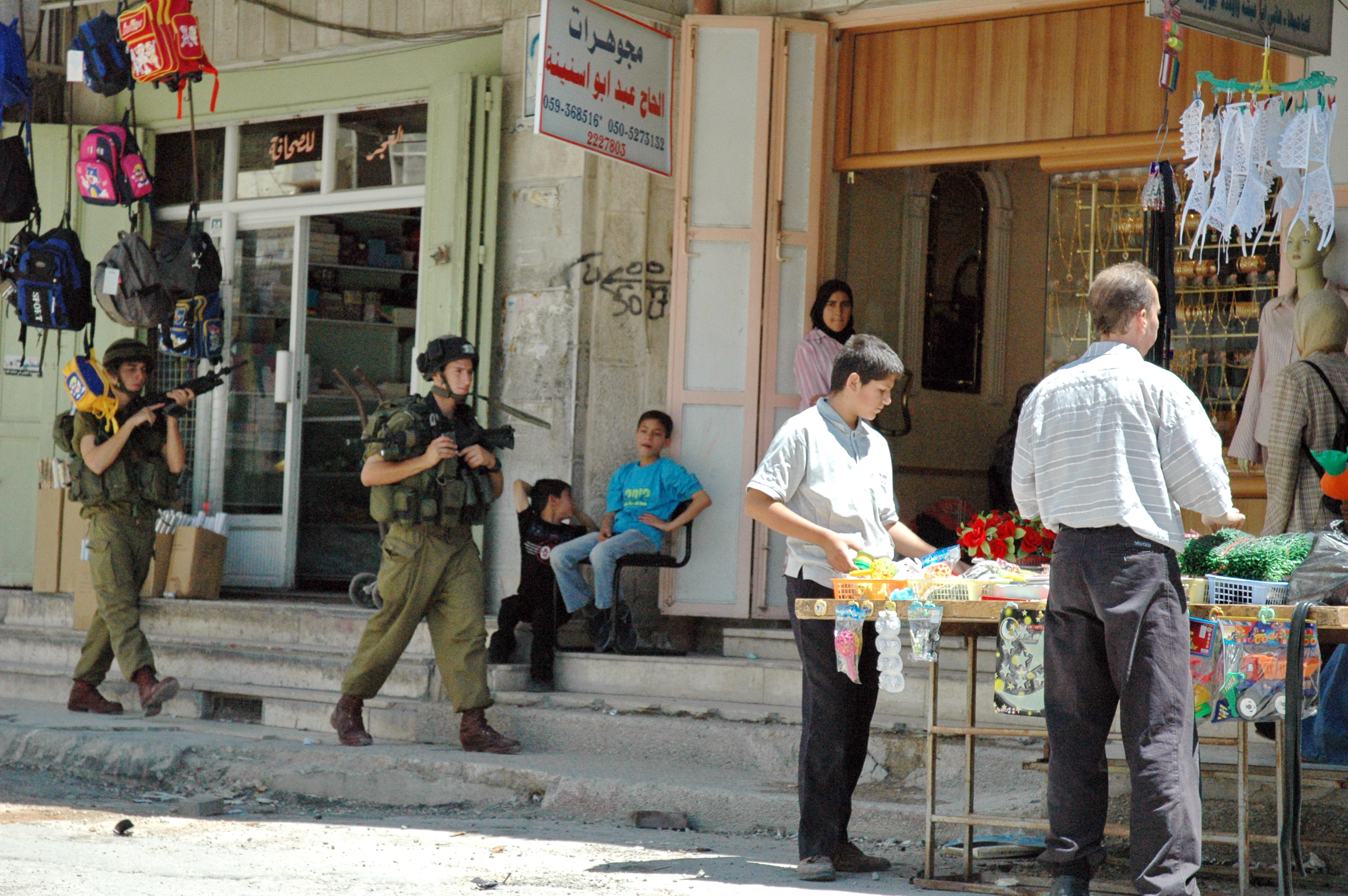
سوق مفتوح في المدينة تجوبه القوات الإسرائيلية (2004)

في عام 2008، وثّقت المنظمة الإسرائيلية غير الحكومية "كسر جدار الصمت" انتهاكات قوات الجيش الإسرائيلي التي تحرس المستوطنين في الخليل،  وأدعى ماريو فارغاس يوسا أن العرب المحليين "يتعرضون لمضايقات مُنْظّمة وشرسة من قبل المستوطنين، الذين يرجمونهم بالحجارة ويلقون القمامة والفضلات على منازلهم، ويقتحمون منازلهم ويدمرونها، ويهاجمون أطفالهم عند عودتهم من المدارس، دون أي مبالاة من قبل الجنود الإسرائيليين الذين يشاهدون هذه الفظائع". وقد تعرضت منظمة لانتقادات لرفضها دعم مزاعمها بالأدلة.
يؤكد الفيلم الوثائقي "مرحباً بكم في الخليل" أن المستوطنين كثيراً ما يضايقون السكان الفلسطينيين المحليين. وفي الفيلم شارك قائد سابق في الجيش الإسرائيلي، وأحد الشخصيات البارزة في فيلم "كسر الصمت" تجربته كجندي في الخليل. ووصف الصحفي الإسرائيلي جدعون ليفي المنطقة المحيطة بمستوطنة تل الرميدة بالعبارات التالية:
لا يوجد حي مثل هذا الحي، لا يمر يوم دون رمي الحجارة والقمامة والبراز على الجيران الفلسطينيين المرعوبين المختبئين في بيوتهم المحاصرة، خائفين حتى من التحدث من نافذتهم. الجيران الذين يعانون دائمًا من العذاب والقلق عند العودة إلى منازلهم. كل هذا يحدث مباشرة أمام الجنود والشرطة، وممثلي السلطات القانونية، الذين يقفون مكتوفي الأيدي.
يزعم السكان اليهود أن الفلسطينيين يقذفون الحجارة بانتظام على الأطفال الإسرائيليين في حافلات المدارس والملاعب، مما يؤدي إلى إصابة العديد منهم. وذكرت هيومن رايتس ووتش أن النيران الفلسطينية قد تسببت في أضرار كبيرة في العديد من منازل اليهود في الخليل.

## تقرير بعثة التواجد الدولي المؤقت في الخليل
أصدرت بعثة التواجد الدولي المؤقت في الخليل "TIPH" تقريراً سريًّا يغطي 20 عامًا من مراقبتهم للوضع في الخليل. وقد وجد التقرير بناءً على أكثر من 40 ألف تقرير فرعي عن الحوادث على مدار تلك السنوات، أن إسرائيل تنتهك بشكل روتيني القانون الدولي في الخليل وأنها تنتهك "انتهاكًا صارخًا ومنتظمًا" للحق في عدم التمييز المنصوص عليها في العهد الدولي الخاص بالحقوق المدنية والسياسية بسبب عدم حرية حركة السكان الفلسطينيين في الخليل. ووجد التقرير أن إسرائيل تنتهك بانتظام المادة 49 من الاتفاقية الرابعة لجنيف التي تحظر ترحيل المدنيين من الأراضي المحتلة. كما وجد التقرير أن وجود أي مستوطنة إسرائيلية في الخليل يشكل انتهاكاً للقانون الدولي.

## مبررات الاستيطان اليهودي
تتباين مشاعر أحفاد اليهود الذين فروا من مذبحة الخليل عام 1929 وذلك بشأن مستقبل الاستيطان في الخليل، حيث يدعو بعض اليهود للاستمرار في الاستيطان كوسيلة للاستمرار في التراث اليهودي في المدينة، بينما يقترح آخرون على المستوطنين أن يحاولوا العيش في سلام مع العرب هناك، وحتى يوصون بالانسحاب الكامل لجميع المستوطنين في الخليل. وقد التقى أحفاد يدعمون الرأي الأخير بزعماء فلسطينيين في الخليل.
وتتضمن أمثلة على آراء الأحفاد بيان أصدره اتحاد بعض الأحفاد في عام 1997 ينأى بنفسهم عن المستوطنين اليهود الحاليين في الخليل ويصفهم بأنهم عقبة أمام السلام،  ورسالة أخرى أرسلها أحفاد آخرون في 15 مايو 2006 لحث الحكومة الإسرائيلية على دعم الاستيطان اليهودي في الخليل بأسمائهم، ويطلبوا نقل مستوطنة بيت هشالوم - التي تأسست في 2007 - إلى المدينة.

## طالع أيضًا
- شارع الشهداء
- القضية الفلسطينية
- التسلسل الزمني للصراع الفلسطيني الإسرائيلي
- التغطية الإعلامية للصراع العربي–الإسرائيلي

## قراءات مختارة
- "إسرائيل والسلطة الفلسطينية: مركز العاصفة: دراسة حالة لانتهاكات حقوق الإنسان في منطقة الخليل ملخص". www.hrw.org. Human Rights Watch. مؤرشف من الأصل في 2023-05-15. اطلع عليه بتاريخ 2023-05-15.
- جميل هلال؛ يوسف الشاذلي؛ محمد المصري؛ نادية سعد الدين؛ خليل مكاوي؛ سهيل الناطور؛ سلام كواكبي؛ فيليكس لوغران؛ يوسف الحسن؛ أحمد جميل عزم؛ مصطفى اللباد؛ ميشال نوفل؛ جهاد الزين؛ نبيل قسيس؛ هاني المصري؛ جميل مطر (2013). الصراع العربي - الإسرائيلي في ضوء المتغيرات العربية والإقليمية. مؤسسة الدراسات الفلسطينية. مؤرشف من الأصل في 2022-05-16. اطلع عليه بتاريخ 2023-05-15.
- "الخليل: أملٌ وسط قيود الحركة". اللجنة الدولية للصليب الأحمر. 19 فبراير 2023. مؤرشف من الأصل في 2023-05-15. اطلع عليه بتاريخ 2023-05-15.